# Siouville-Hague
Siouville-Hague – miejscowość i gmina we Francji, w regionie Normandia, w departamencie Manche.
Według danych na rok 1990 gminę zamieszkiwało 996 osób, a gęstość zaludnienia wynosiła 156 osób/km² (wśród 1815 gmin Dolnej Normandii Siouville-Hague plasuje się na 227. miejscu pod względem liczby ludności, natomiast pod względem powierzchni na miejscu 771.).